# Фаторија Томбета (Болоња)
Фаторија Томбета (итал. Fattoria Tombetta) је насеље у Италији у округу Болоња, региону Емилија-Ромања.
Према процени из 2011. у насељу је живело 19 становника. Насеље се налази на надморској висини од 12 м.